# Henry, portrait d'un serial killer
Pour plus de détails, voir Fiche technique et Distribution.
Henry, portrait d'un serial killer (Henry: Portrait of a Serial Killer) est un film américain réalisé par John McNaughton et sorti en 1986.

## Synopsis
Hanté par son enfance martyre, Henry tue. C'est la seule manière pour lui de se libérer de ses démons. Il commence par sa mère, prostituée, qui dès son enfance l'habille en fille et le fait assister à ses ébats. Il enchaîne ensuite au gré de ses rencontres.

## Fiche technique
- Titre français : Henry, portrait d'un serial killer
- Titre original : Henry: Portrait of a Serial Killer
- Réalisation : John McNaughton
- Scénario : Richard Fire et John McNaughton
- Musique : Ken Hale, Steven A. Jones, Robert McNaughton
- Photographie : Charlie Lieberman
- Montage : Elena Maganini
- Production : Malik B. Ali, Waleed B. Ali, Lisa Dedmond, Steven A. Jones et John McNaughton
- Société de production : Maljack Productions
- Distribution : Greycat Films (États-Unis)
- Budget : 111 000 $
- Pays de production :  États-Unis
- Langue originale : anglais
- Durée : 83 minutes
- Dates de sortie :
  - États-Unis : 24 septembre 1986 (Festival international du film de Chicago), 7 septembre 1990 (sortie nationale)
  - France : 6 février 1991
- Interdit aux moins de 16 ans lors de sa sortie en France

## Distribution
- Michael Rooker (VF : Jean-Pierre Leroux) : Henry
- Tom Towles : Ottis
- Tracy Arnold (en) : Becky

## Production

### Genèse
Ce film s'inspire de l'histoire du tueur en série Henry Lee Lucas.

### Tournage
Le tournage a lieu en 1985.

### Bande originale
Sauf indication contraire, les informations mentionnées dans cette section peuvent être confirmées par le générique de fin de l'œuvre audiovisuelle présentée ici, ainsi que par la base de données cinématographiques IMDb,  présente dans la section « Liens externes ».
- Too Old for These Blues par Kid Tater and The Cheaters.
- LeLania par Kid Tater and The Cheaters.
- Lavalite Waltz par Dan Haberkorn.
- No Father in the Family par E.I.E.I.O.
- Fingers on It par Enuff Z'Nuff.
- Callin' Colleen par Kid Tater and The Cheaters.
- Don't You Know par Fawn.
- Jukin par Kid Tater and The Cheaters.
- There's Another Girl par Kid Tater and The Cheaters.
- Psycho par The Sonics de 1965.
- Morning Dew par Fawn.
- My Mistake par Lynne and the Lizards.

Musique non mentionnées dans le générique
- Waiting in the Garden par Brisance.

## Sortie et accueil

### Date de sortie
Le film est présenté au Festival international du film de Chicago en 1986 et devait à l'origine sortir en salle en 1986, mais la censure américaine le bannit des écrans jusqu'en 1990 pour cause de sa violence très crue. Mais il deviendra un film culte par la suite grâce à son réalisme et son authenticité.[réf. souhaitée]

### Accueil critique
Sur l'agrégateur américain Rotten Tomatoes, le film récolte 87 % d'opinions favorables pour 61 critiques.

## Autour du film